# Villacourt
Villacourt település Franciaországban, Meurthe-et-Moselle megyében. Lakosainak száma 354 fő (2022. január 1.). Villacourt Chamagne, Bainville-aux-Miroirs, Froville, Loromontzey, Saint-Germain és Virecourt községekkel határos.

## Népesség
A település népessége az elmúlt években az alábbi módon változott:
| Lakosok száma | 440  | 407  | 411  | 465  | 429  | 420  | 390  | 366  | 356  | 354  |
|               | 1968 | 1982 | 1990 | 2006 | 2013 | 2015 | 2017 | 2019 | 2020 | 2022 |